# Iryna Senyk
Iryna Mykhailivna Senyk (en ucraniano: Іри́на Миха́йлівна Се́ник, 8 de junio de 1926, Leópolis – 25 de octubre de 2009, Boryslav) era una poetisa ucraniana, una enfermera y una disidente soviética. Fue encarcelada en  campos estalinistos, al igual que su madre y su hermano. Fue miembro del Grupo Helsinki de Ucrania y miembro honorario del PEN Club Internacional.

## Biografiá
Iryna Senyk nació el 8 de junio de 1926, en Leópolis. Sus padres fueron Mykhailo y Maria Senyk.
Desde 1939, fue miembro de la Juventud de la Organización de Nacionalistas Ucranianos (OUN) y, en 1941, se convirtió en miembro de pleno derecho de la organización, trabajando en el departamento de propaganda regional. Estudió en una escuela popular y en un gymnasium privado para niñas antes de ingresar a la Universidad de Leópolis en 1944.
En diciembre de 1945, mientras era estudiante, fue arrestada por dos violaciones del código penal: el artículo 54-1A, traición contra la patria, y el artículo 54-11, participación en una organización contrarrevolucionaria. Inicialmente fue encarcelada en la calle Lontsky y luego, en 1946, fue condenada a diez años en campos del Gulag en Siberia y a cadena perpetua en el exilio por presuntos vínculos con el Ejército Insurgente Ucraniano. Contra las reglas del campamento, continuó escribiendo poesía, lo que había estado haciendo desde la edad de nueve años. Escribió en secreto en trozos de papel. Mientras estaba en los campamentos, aprendió a bordar piezas sobre temas religiosos. Dejó los campos en 1956 para exiliarse en Anzhero-Sudzhensk. El mandato del exilio expiró en 1968.
Después de su exilio, Senyk regresó a Ivano-Frankivsk en la RSS de Ucrania. No fue posible regresar a Leópolis. Por un corto tiempo, trabajó como enfermera con presos en un hospital para enfermos de tuberculosis. Conoció a Viacheslav Chornovil, Valentin Moroz y otros activistas del movimiento de resistencia contra la rusificación y la discriminación contra el pueblo ucraniano: los Shestydesyatnyky («activistas de los años sesenta»). También ayudó a diseminar samizdat. En diciembre de 1969, firmó una declaración con 15 ex-presos políticos contra la práctica de la condena en prisión.
La declaración fue publicada en el Ukrainian Herald N.º 1 en 1970 y transmitida en  Radio Libertad.
En 1972, Senyk fue arrestado y sentenciado a seis años en un campo de prisioneros y cinco años en el exilio, con una fecha de liberación prevista para el 17 de noviembre de 1983. Mientras cumplía su condena en un campo Mordovo y reprimida por sus creencias, se rompió el brazo en un accidente en una cantera y se convirtió en una inválida. El 6 de octubre de 1979, ahora en el exilio, se unió al "Grupo Público Ucraniano para Promover la Implementación de los Acuerdos de Helsinki".
 En 1979, se unió al Grupo Ucraniano de Helsinki. También fue miembro honorario de PEN Internacional. Senyk fue signataria de la declaración de 1987 de la Asociación Ucraniana de Intelectualidad Creativa Independiente (UANTI).

## Premios

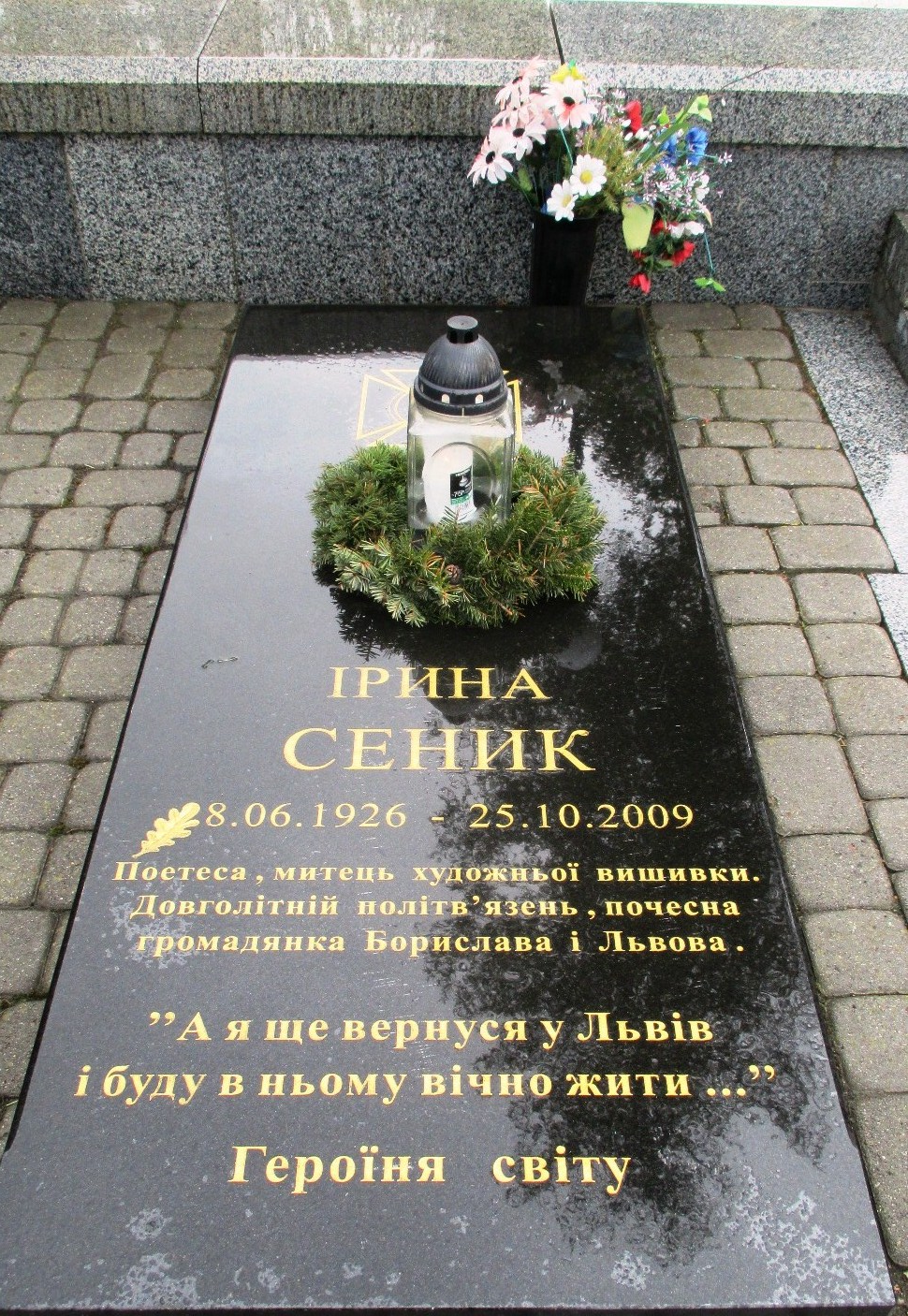
Sepultura de Iryna Senyk

- 2005, Orden de la Princesa Olga, 3ª clase[9][4]
- 2006, Premio al Coraje, 1ª orden[10][4]

## Obras seleccionas
- Espíritu insuperable: Poemas (1977, con Kalynets y Shabatura)
- Aster blanca de amor: una colección de poesía, bordados y diseños de vestidos contemporáneos (1992, en inglés y ucraniano)
- Juventud encarcelada: Poesía (1996)
- El libro de la abuela de Iryna para un niño educado (1996)
- ¡Tenemos una Ucrania!: Poesía (1999)
- Recuerdos de mariposas. Recuerdos y patrones antes del bordado (2003, traducción al inglés por Vera Malanchiy)